# Родосская школа
Родосская школа (греч. Σχολείο Ρόδου) — обобщающее название произведений искусства древнегреческих мастеров, главным образом скульпторов, работавших на острове Родос и прилегающих территориях в восточной части Эгейского моря в период эллинизма, в IV—II веках до н. э. Общность стилевых качеств, территории и времени работы этих мастеров позволяет объединять их понятием художественной школы.
Согласно местным легендам, первыми обитателями острова были тельхины — божества морской глубины, почитавшиеся спутниками бога морей и подземного мира Посейдона. Согласно «Исторической библиотеке» Диодора Сицилийского, тельхины были изобретателями бронзового литья и ковки металлов. Именно они первыми стали изготавливать статуи богов. Для Посейдона они выковали трезубец. Тельхины — «хтонические демоны, чудодеи и маги», но они отражают «первые восторги человечества, начинающего осваивать металлы». Не случайно бога Аполлона на Родосе называли Тельхинием.
Около 1400 г. до н. э. Родос заселили ахейцы, в X в. до н. э. их вытеснили дорийцы. Благодаря удачному географическому положению на перекрёстке путей между Элладой, Малой Азией и Египтом Родос стал важным центром морской торговли и ремёсел.
Одним из «Семи чудес света» считается «Колосс Родосский», гигантская статуя древнегреческого бога Солнца — Гелиоса (разрушена землетрясением в 226 или 227 году до н. э.).
В 305—304 годах до н. э. жителя Родоса выдержали вражескую осаду Деметрия Полиоркета. Около 294—282 годов до н. э. в честь этого события горожане решили возвести статую бога Солнца.
Родосцы поручили работу скульптору Харету (Харесу) из Линда, которого считают учеником Лисиппа и основателем родосской школы «скульпторов по бронзе».
Харет создал статую Гелиоса высотой 70 локтей, или 105 футов (по иным данным — 80 локтей), то есть 32—37 м. Статую, которую греки называли колоссом, установили при входе в гавань. Сообщается, что Харет работал над ней двенадцать лет. Рассказывали легенду (изложена в сочинении Секста Эмпирика «Против учёных», VII, 107—108) о том, что данной скульптору суммы денег хватило только на эскиз и постамент (Харет ошибся в расчётах) и из-за этого создатель Колосса Родосского покончил с собой. На основании найденного на Родосе фрагмента рельефа II в. до н. э. считают, что Гелиос был изображен обнажённым, с приложенной ко лбу правой рукой, как бы всматривающимся вдаль, с плащом в опущенной левой руке (который служил опорой статуи) и с сиянием (лучами) вокруг головы. Средневековые изображения колосса с расставленными ногами, между которыми проходят в гавань корабли, являются позднейшей выдумкой. Предполагают также, что статую сделали выколотной, то есть из отдельных листов меди или бронзы на каркасе (так называемые олосфиратос). Литые статуи такого размера в то время выполнить было невозможно.
Шедевром античной скульптуры и, одновременно, эллинистического искусства родосской школы является знаменитая скульптура «Ника Самофракийская», хранящаяся в парижском Лувре. Она создана Пифокритом из Линдоса на о. Родос, по одной из версий, в честь победы в морском сражении у Саламина в 306 году до н. э. Некоторые специалисты считают более верной дату 250 или 180 год.
В эллинистическую эпоху родосская школа скульптуры получила широкую известность. Ещё одно знаменитое произведение, популярность которого одно время превосходила все остальные, — скульптурная группа, изображающая Лаокоона и его сыновей. Согласно эпизоду сказаний о Троянской войне жрец Лаокоон убеждал сограждан не вводить троянского коня в город. Аполлон, помогавший троянцам, послал двух змей, которые переплыли море и поглотили сыновей Лаокоона Антифанта и Фимбрея, а затем задушили самого Лаокоона.
Скульптурная группа создана около 180 г. до н. э. родосскими ваятелями Агесандром, Полидором и Афинодором. Находится в ватиканском музее Пио-Клементино, в Октогональном дворе. Считается мраморной копией оригинала, который был выполнен в бронзе в 200 году до н. э. в Пергаме. Оригинал не сохранился (мнения о датировках расходятся).
В 42 г. до н. э. мраморную копию Лаокоона вывезли в Рим. В 1506 году, в эпоху Возрождения, её обнаружили при земляных работах на виноградниках Эсквилина, на месте разрушенного Золотого дома древнеримского императора Нерона. Папа Юлий II, узнав о находке, сразу же послал за ней архитектора Джулиано да Сангалло и скульптора Микеланджело Буонарроти. Сангалло подтвердил достоверность работы со словами: «Это Лаокоон, которого упоминает Плиний».
Группу реставрировал Микеланджело (она была разбита на восемь частей). Это произведение приводило в восторг художников XVII—XIX веков и теоретиков неоклассицизма. Оно послужило поводом для трактата Г. Э. Лессинга «Лаокоон, или О границах живописи и поэзии», опубликованном в Берлине в 1766 году.
Однако в отличие от произведений древнегреческой классики V в. до н. э. скульптуру Лаокоона характеризуют дробность силуэта и слабость пластических связей: в ней много пустот, а разномасштабность фигур и путанность их движений только усиливают дисгармонию композиции.
Те же качества присущи другой группе, ещё более дробной, неопределённой в масштабном и пластическом отношениях, известной под названием «Фарнезский бык».
В 1957 году при раскопках в городке Сперлонга, находящемся между Римом и Неаполем, на берегу Тирренского моря, в «гроте Тиберия» обнаружили остатки колоссальных скульптурных групп «Ослепление Полифема Одиссеем», «Нападение Сциллы на корабль Одиссея», «Похищение Палладия Одиссеем и Диомедом» и других. Первую группу удалось реконструировать. Вторая, судя по описаниям, представляла собой сделанный из мрамора в натуральную величину корабль с мореплавателями, который отражался в специально вырытом водоёме и как бы проплывал между чудовищными Сциллой и Харибдой. На фрагментах скульптур сохранились сигнатуры (подписи) Агесандра, Полидора и Афинодора. Специалисты считают, что все найденные фрагменты созданы в одной мастерской и сигнатуры подлинные, хотя датировки предлагаются различные и существуют сомнения в идентификации имён скульпторов. Фрагменты экспонируются в Национальном археологическом музее Сперлонга.
Гигантомания, натурализм, потеря чувства меры и стремление к изображению в скульптуре несоответствующих её специфике сюжетов, страстей, трагических сцен — качества, типичные для эллинистического искусства. Мастера эпохи эллинизма искали красоту «за пределами человека — в стихиях истории, в благорастворённой природе… Старый канон поколеблен. Но всё же совершилось ли открытие, добыта ли была новая эстетическая ценность, и получила ли она художественно полноценное воплощение?».
Близкой родосской является пергамская школа, наиболее знаменитым произведением которой является Пергамский алтарь.